# Machaerota finitima
Machaerota finitima är en insektsart som beskrevs av Jacobi 1928. Machaerota finitima ingår i släktet Machaerota och familjen Machaerotidae.
Artens utbredningsområde är Papua Nya Guinea. Inga underarter finns listade i Catalogue of Life.